# Amblygobius stethophthalmus
 Amblygobius stethophthalmus  es una especie de peces de la familia de los Gobiidae en el orden de los Perciformes.

## Morfología
Los machos pueden llegar a alcanzar los 8,5 cm de longitud total.

## Distribución geográfica
Se encuentra desde Indonesia hasta la Micronesia.

## Observaciones
Es inofensivo para los humanos.